# 오계산
오계산은 삼국지에 나오는 산이다. 219년 한중 전투때, 유비와 조조가 싸운 것으로 알려져 있다. 오계산은 정군산(4,562m),천탕산(4,487m)과 함께 주요 전쟁터였다.